# Crkva sv. Kate u Drašnicama
Crkva sv. Kate u mjestu Drašnicama, u općini Podgori, zaštićeno kulturno dobro.

## Opis dobra
Crkva sv. Kate izgrađena je iznad Drašnica. Jednobrodna je građevina s kvadratičnom apsidom, građena tijekom 17. stoljeća sa stilskim odlikama ranog baroka. U osi glavnog pročelja smještena su ulazna vrata u kamenom okviru, flankirana kvadratičnim prozorima. U osi pročelja je jednostavna okrugla rozeta nad kojom se dizala danas srušena preslica. Bačvasti svod crkve danas je porušen. Apsida crkve je pravokutnog tlocrta, svođena bačvastim svodom. U apsidi je sačuvan jednostavan oltar sa zidanim stipesom i monolitnom kamenom oltarnom pločom.

## Zaštita
Pod oznakom Z-4793 zavedena je kao nepokretno kulturno dobro - pojedinačno, pravna statusa zaštićena kulturnog dobra, klasificirano kao "sakralna graditeljska baština".